# Miguel Ángel Muñoz Benítez
Miguel Ángel Muñoz Benítez (Madrid, España, 22 de febrero de 1970) es un exfutbolista español que se desempeñaba como delantero.
Es el máximo goleador histórico del CD Leganés (65 goles) y el segundo que más partidos ha jugado con dicho club (302 partidos), amigo y vecino de Miguel Ángel Roca

## Clubes
| Club         | País   | Año         |
| ------------ | ------ | ----------- |
| CD Leganés B | España | 1993 - 1994 |
| CD Leganés   | España | 1993 - 1997 |
| Córdoba CF   | España | 1997 - 1998 |
| CD Toledo    | España | 1999 - 2000 |
| CD Leganés   | España | 2000 - 2003 |
| Getafe CF    | España | 2003 - 2004 |
| AD Alcorcón  | España | 2004 - 2006 |